# 한국의 산업디자이너 100인
한국의 산업디자이너 100인은 1996년 산업디자인포장개발원(現 한국디자인진흥원)이  우리나라 산업디자인의 역사를 재조명하고 일반인들의 산업디자인에 대한 인식을 고취하기 위하여 선정한 우리나라 대표 산업디자이너들을 말한다.
- 영예의 1위는 서울대 김교만 교수가 차지하였다.[1]
- 한편 선정된 100인 중 대학교수로는 홍익대 교수가 13명으로 가장 많았으며 서울대 교수 8명, 중앙대와 숙명여대 교수가 각 5명씩을 차지하였다.
- 기업체로는 LG전자 디자인종합연구소에서 4명, 삼성전자 상품기획센터, 현대자동차 디자인실, 그리고 농심 디자인실에서 각 1명이 뽑혔다.
- 그밖에 디자인전문회사에서 9명이 선정되었으며, 중앙일보 전문위원 등이 포함되었다.
- 100인 선정을 위해 산업디자인포장개발원(현 한국디자인진흥원. KIDP)는 1996년 3월 대한민국산업디자인전람회(現 대한민국디자인전람회) 대통령상 수상자, 공인산업디자인전문회사, 대학교수 및 기업대표 등 사회저명인사와 산업디자인 관련자 30명으로 선정위원회를 결성, 399명의 대상자를 선정했다. 그리고 4월부터 선정대상자 399명은 물론 디자인 관련 협회장 및 대한민국산업디자인전람회 심사위원, GD/SD 수상업체 디자이너 등 총 590명에게 설문서를 발송하여 7월 11일 접수를 마감, 8월 7일 발표했다.

## 100인 명단
- 강병길 건국대 산업미술과 교수
- 강찬균 서울대 공예과 교수
- 고을한 서울산업대 공업디자인과 교수
- 곽계정 공예연구원 대표
- 곽대웅 홍익대 산업공예과 교수
- 곽원모 중앙대 산업디자인과 교수
- 구동조 동덕여대 산업디자인과 교수
- 구본호 LG전자(주) 디자인종합연구소 책임연구원
- 권기덕 경북대 미술학과 교수
- 권명광 홍익대 시각디자인과 교수
- 권상오 부산여대 산업공예과 교수
- 권순형 서울대 공예학과 교수
- 권영걸 이화여대 장식미술과 교수
- 김광현 한양대 산업디자인과 교수
- 김교만 서울대 산업디자인과 교수
- 김길홍 이화여대 장식미술과 교수
- 김덕겸 숙명여대 장식미술과 교수
- 김명호 덕성여대 산업디자인과 교수
- 김상락 단국대 산업미술과 부교수
- 김영세 INNO디자인 대표
- 김지철 세종대 산업디자인과 교수
- 김철수 국민대 공업디자인과 교수
- 김철호 LG전자(주) 디자인종합연구소 상무
- 김태호 전북대 산업디자인과 부교수
- 김학성 숙명여대 산업디자인과 교수
- 김현 디자인파크 대표
- 김홍련 동덕여대 생활미술과 교수
- 나재오 단국대 산업미술과 교수
- 류재우 홍익대(조치원)광고디자인과 교수
- 명계수 건국대 산업디자인과 교수
- 문수근 서울산업대 시각디자인과 조교수
- 문철 홍익대 시각디자인과 조교수
- 민경우 명지대 공업디자인과 부교수
- 민철홍 서울대 산업디자인과 교수
- 박대순 한양대 산업미술과 교수
- 박억철 건국대 산업디자인과 조교수
- 박인철 서울시립대 산업디자인과 부교수
- 박종서 현대자동차(주)디자인실 상무
- 박한유 전 KIDP 본부장
- 방재기 단국대 산업미술과 부교수
- 백금남 성균관대 산업디자인과 교수
- 백태원 중앙대 공예과 교수
- 변상태 홍익대 공업디자인과 교수
- 봉상균 서울산업대 시각디자인과 교수
- 부수언 서울대 산업디자인과 교수
- 서기흔 경원대 시각디자인과 부교수
- 선정근 썬디자인 대표
- 신명철 대구대 산업디자인과 부교수
- 신승모 LG전자(주) 디자인종합연구소 부장
- 신언모 충남대 산업미술과 교수
- 신용태 중앙대 산업디자인과 교수
- 신정필 한국포장디자인협회 부회장

- 심재진 LG전자(주) 디자인종합연구소 책임연구원
- 안상수 홍익대 산업디자인과 교수
- 안정언 숙명여대 산업미술과 교수
- 안종문 홍익대 공업디자인과 교수
- 양승춘 서울대 산업디자인과 부교수
- 양호일 한양대 응용미술교육과 교수
- 오근재 홍익대(조치원)광고디자인과 교수
- 유명식 매서드산업디자인연구소 대표
- 유상욱 부산공업대 산업디자인과 전임
- 유한태 숙명여대 산업디자인과 교수
- 윤근 중앙대 공예학과 교수
- 윤영태 계명대 공업디자인과 교수
- 은병수 212디자인 대표
- 이건 서울시립대 산업미술과 교수
- 이건표 한국과기대 산업디자인과 교수
- 이기후 제주대 산업디자인과 조교수
- 이병학 영남대 산업디자인과 교수
- 이봉섭 영남대 산업디자인과 교수
- 이수봉 동아대 산업디자인과 교수
- 이순인 KDP 국제협력부 부장
- 이순종 국민대 공업디자인과 부교수
- 이순혁 이화여대 생활미술과 교수
- 이신자 덕성여대 산업미술과 교수
- 이우성 숙명여대 산업디자인과 교수
- 이인자 경기대 산업디자인과 교수
- 이해묵 경기대 산업디자인과 교수
- 임종용 (주)농심 디자인실 부장
- 임헌혁 경희대 산업디자인과 교수
- 장완영 강원대 산업디자인과 교수
- 장윤호 서울디자인센터 대표
- 장호익 서울대 산업디자인과 교수
- 정경연 홍익대 섬유미술과 교수
- 정경원 KAIST 산업디자인과 부교수
- 정국현 삼성전자(주) 상품기획센터 이사
- 정시화 국민대 시각디자인과 교수
- 정연종 조이정인터내서날 대표
- 조광민 KAIST 산업디자인과 연구교수
- 조벽호 홍익대 산업디자인과 교수
- 조영제 서울대 산업디자인과 교수
- 조종현 CHO D&R 제작실장
- 최대석 홍익대 산업디자인과 교수
- 최충식 대구대 응용미술과 부교수
- 한기웅 강원대 산업디자인과 부교수
- 한도룡 홍익대 공업디자인과 교수
- 한석우 서울산업대 공업디자인과 교수
- 현용순 건국대 산업디자인과 교수
- 홍경희 홍익대 금속공예과 조교수
- 홍성수 중앙대 산업디자인과 교수
- 황부용 중앙일보 전문위원